# Roger de Montreuil
Roger de Montreuil, membre de la Maison de Montreuil, fut comte de Montreuil et avoué de Saint-Riquier. Il était fils d'Herluin, comte de Montreuil et avoué de Saint-Riquier.
Il est cité pour la première fois en 943 quand le comte Arnoul Ier de Flandre assiégea le château de Montreuil, alors tenu par son père. Deux ans plus tard, il lui succède comme comte de Montreuil et avoué de Saint-Riquier. Mais il ne parvient pas à empêcher Arnould de s'emparer de Montreuil en 948, et doit quitter la place. Il est cité une dernière fois par Flodoard en 957. On ne lui connait qu'un seul fils, Hugues, mort en 961.

## Sources
- Foundation for Medieval Genealogy : Comtes de Montreuil
- Pierre Bauduin, La Première Normandie (Xe – XIe siècles), Caen, Presses Universitaires de Caen, 2004, 474 p. [détail des éditions] (ISBN 2-84133-145-8)